# رون هويل (لاعب هوكي جليد)
رون هويل هو لاعب كرة قدم كندية كندي، ولد في 4 ديسمبر 1935 في هاميلتون في كندا، وتوفي بنفس المكان في 16 مارس 1992.

## وصلات خارجية
- رون هويل على موقع دوري الهوكي الوطني (الإنجليزية)
- رون هويل على موقع EliteProspects.com (الإنجليزية)
- رون هويل على موقع HockeyDB.com (الإنجليزية)
- رون هويل على موقع Hockey-Reference.com (الإنجليزية)